# The Secret World
The Secret World es un MMORPG desarrollado por Funcom y publicado por Electronic Arts, disponible para sistemas Windows. El juego tiene lugar en la edad moderna, concretamente en la década de 2010, y está parcialmente inspirado en el universo World of Darkness.

## Características Principales
No hay clases ni niveles. Las Skills se mejoran mediante acciones, otorgando total libertad en el diseño del personaje.
El juego transcurre en el mundo moderno. Ciudades como Nueva York, Londres, Seúl y Egipto estarán en el juego, y los jugadores podrán explorarlas. El contenido "end game" comienza en el momento que creas tu personaje. Experimenta la libertad a medida que luchas contra criaturas, defiendes el planeta del mal, saboteas a los enemigos o simplemente pasas el rato averiguando sobre los misterios que rodean el juego. Un mundo secreto existe y las barreras están cayendo. Únete a una de las Sociedades Secretas para investigar misterios en todo el mundo.

## Jugabilidad
Después de anunciar el desarrollo de The Secret World , el director del proyecto de Funcom Jørgen Tharaldsen informó a la prensa que el juego utiliza el mismo motor , como Age of Conan. De acuerdo con Funcom, el juego mezclará elementos de MMO juego con juegos de realidad alternativa y sociales la creación de redes .
En la GDC 2009 , Tornquist concedió una entrevista a GameSpot sobre TSW , revelando más sobre su modo de juego. No habrá ni niveles , ni las clases en el juego, en cambio, la formación del carácter será basado en habilidades . De esta manera, los desarrolladores planean para evitar que el nivel de molienda , permitiendo a los jugadores nuevos a entrar en el juego con mayor facilidad. Los personajes del jugador podrá personalizar en gran medida, sobre todo en la elección de sus prendas de vestir (excepto en PvP , donde los jugadores deben usar uniformes específicos de una facción), armas (que van desde escopetas de espadas y puede ser personalizado y mejorado), y los poderes sobrenaturales que adquieren. Lucha contra monstruos controlados por el ordenador será uno de los puntos centrales del juego y se requieren más la atención de los jugadores de MMORPG actuales. Los jugadores podrán formar equipos para luchar juntos, pero en un blog anterior publicación, Tornquist aseguró que el juego también se puede jugar en un solo jugador modo, si un jugador decide no jugar con un grupo. Según él , el juego es historia basada y no será una trama lineal general , así como numerosas misiones secundarios , que van desde la investigación hasta sabotear , y la caza , ya que la diversidad del juego será otro punto central.
En una entrevista a GameSpot en el 2009 la Penny Arcade Expo , Tornquist y el Jefe de Diseño Martin Bruusgaard reveló que las facciones jugables (" sociedades secretas ") estarán disponibles en el juego. Estos son: los de Londres -basados templarios , fanáticos piadosas "a quien le queman un pueblo entero hasta tener en sus manos un demonio", la ciudad de Nueva York -basado en los Illuminati , maquiavélicos pragmáticos que "creo que es un mundo difícil, donde sólo los más fuertes va a sobrevivir ", y la de Seúl basado en "Dragon", que adoptar una postura neutral entre los otros dos y están "engañando a todo, orquestando el caos, y esperando pacientemente a que su tiempo". Un test de personalidad para determinar la inclinación de los jugadores hacia una de las facciones se puso a disposición en la página oficial TSW página web poco después de la revelación. Será imposible cambiar las facciones sin necesidad de crear un nuevo personaje. Además, los jugadores podrán crear sus propios clanes , conocidos como " cábalas "en el juego, los afiliados a una de las principales facciones. Todas las acciones de los jugadores en el juego contribuirá a su clasificación en sus respectivos gremios y facciones. [ 11 ] La misma entrevista reveló que el PvP áreas del juego se encuentra en la región conocida como Agartha el interior de la Tierra hueca , donde los jugadores lucharán para el recurso de valor incalculable conocido como " ánima ". Esta idea fue abandonada durante la beta cerrada, ya que decidió que no era suficientemente entretenido. [ cita requerida ] de gran escala de PvP ha sido revelado más adelante que tendrá lugar en las grandes zonas de guerra persistentes. [ cita requerida ] También hay minijuegos en los pequeños lugares emblemáticos como Shambala , El Dorado , y Stonehenge . [ cita requerida ]

## Trama
El juego contará con un original escenario creado por Funcom, con elementos contemporáneos, así como "arte de magia, mitos, conspiraciones y los horrores oscuros". [ 12 ] Contrariamente a los rumores generados por el segundo título de trabajo del juego, no tiene nada que ver con, ni está inspirado en el hack. franquicia y su entorno . [ 13 ] Tornquist desmentido los rumores que rodean varias The Secret World , afirmando que "no hay extraterrestres o de ciencia ficción de los elementos "en él. [ 14 ] Él también negó cualquier conexión de TSW de The Longest Journey . [ 14 ]
En la GDC 2009, Tornquist reveló más acerca de la configuración y la historia. [ 2 ] Hizo hincapié en que el juego se desarrolla en el "mundo real de hoy en día", sino que también incorpora piezas de las antiguas mitologías , la historia real y lo falso, leyendas urbanas y pop la cultura , y los junta en una original historia de fondo . Este último se dice que retroceder en el tiempo de 100 millones de años y abarcan largos antiguas civilizaciones extinguidas. Los jugadores asumen el papel de sobrenaturales héroes que participan en una "guerra futura entre el bien y el mal ", luchando con monstruos oscuros que amenazan al mundo moderno. Tornquist identificó el género de la historia como fantasía oscura , mencionando los vampiros , los demonios y zombis . Los jugadores tendrán la libertad de viajar a través de diferentes lugares del mundo (tanto real, como Londres , Nueva York y Seúl , y mítico, por ejemplo, Agartha , la ciudad legendaria situada en la Tierra Hueca [ 15 ] ) e incluso en el tiempo , para ejercer la trama general e investigar nuevos misterios en relación con la invasión de oscuridad. La trama general tendrá una conclusión, pero los diseñadores también deja espacio para futuras expansiones.

## Desarrollo
La preproducción del juego conocido originalmente como Cabal (y todo el mundo en línea en los primeros conceptos) se inició en 2002 , [ 16 ] pero a mediados de 2003 , la mayor parte del equipo de trabajo fue transferido para el desarrollo de Dreamfall . [ 6 ] Cabal se iba a establecer en el mismo universo que la posterior The Secret World , pero en la década de 1920 en vez de la época contemporánea, con HP Lovecraft obras 's y el Indiana Jones de franquicias de ser fuentes de inspiración más importantes. [ 16 ] La idea de crear el juego en la década de 1920 fue desechada después de largos debates, con el fin de hacer el juego más accesible para los jugadores modernos. [ 16 ]
El trabajo en The Secret World se reanudó en 2006, después de Dreamfall enviado, con muchos de estos últimos de diseñadores (incluyendo Ragnar Tornquist) desempeñan un papel clave en el desarrollo del primero. [ 6 ] TSW se está produciendo en los estudios de Funcom en Oslo , Montreal y Beijing . [ 8 ] En agosto de 2008, se afirmó que el equipo de desarrollo formado por personas previamente involucrados en el desarrollo de Dreamfall , Anarchy Online , Age of Conan , EverQuest II , y The Longest Journey . [ 9 ] En noviembre de Funcom declaró que 70 personas estaban trabajando en el proyecto. [ 17 ] The Secret World utiliza el motor de DreamWorld propietario. [ 18 ]
El 29 de septiembre de 2009, Funcom ha anunciado una reducción del 20% de su personal, lo que resulta en "retraso significativo" para la liberación de The Secret World . [ 19 ]
El 10 de enero de 2011, Electronic Arts ha anunciado que va a participar en la publicación de The Secret World con Funcom. Funcom dijo a VG247 que estaban "dejando a [su] opciones abiertas" en lo que respecta a la versión 360. [ 20 ]
El 30 de agosto de 2011, las pruebas beta de inscripción llegó a estar disponible. [ cita requerida ] La primera prueba beta pública "Kingsmouth Calling" fue lanzado el 11 de mayo de 2012 a disposición de todos los compradores pre-del juego. La segunda prueba de beta pública de "El infierno elevado" puso en marcha el 15 de junio de 2012 a disposición de los pre-compradores e invitó a los jugadores.

## Estreno
El material promocional apareció por primera vez el 8 de mayo de 2007, cuando una imagen se filtró a la Internet, que contiene un poema, una Caballeros Templarios sello, y varias frases en español , noruego , francés , alemán y hebreo .Cuando se resuelve, el poema llevado a una serie de páginas de Internet, uno de ellos con un enigma, y, finalmente, en el foro de nueva creación oficial. 
Los sitios web de conducir a un flash la página con un temporizador de cuenta atrás que utiliza números arábigos del Este en lugar de números arábigos. El contador de tiempo, presumiblemente llegará a cero en 12:00 AM el 21 de diciembre de 2012, ajustado por la ubicación de la sede de Funcom. Esta fecha se ve el final del ciclo del calendario maya, que es notable en la mitología maya . Desde entonces, un enorme juego de realidad alternativa se ha establecido en los foros. 
Con los años Funcom ha acogido ARG varias de [ cita requerida ] , tales como:. Dos líneas de cordeles, los lugares oscuros y mal funcionamiento más reciente del sistema CoV [ cita requerida ] El de ARG se han creado utilizando: Twitter , Flickr , de 8 pistas, Wikidot [ citación necesaria ] y varios sitios web creados por Funcom como el sitio web de Kingsmouth y los foros oficiales del juego .
Un primer teaser trailer con la facción del Dragón ha sido puesto en libertad el 7 de abril de 2009, durante la GDC 2009. Un segundo teaser con la facción Templar ha sido puesto en libertad el 4 de septiembre de 2009. Entonces, un teaser de presentación de la ciudad ficticia de Kingsmouth fue puesto en libertad el 2 de febrero de 2010. El 23 de marzo de 2010 (es decir, 10 días después de la GDC 2010 de San Francisco , CA ), un teaser corto fue puesto en libertad, que muestra una breve muy en el juego y las secuencias de anunciar el lanzamiento de un teaser más grande el 25 de marzo de 2010. Este último mostró algunas peleas en Kingsmouth. La mayoría de teasers disponibles se pueden ver en la página principal del juego, sin embargo, Gamespot 's de entrevistas con Ragnar Tornquist, en las diversas facciones en el juego, incluido escenas de tráileres. 
En 2011, Funcom ha anunciado que un Facebook aplicación llamada La Guerra Secreta se estaba creando. [ cita requerida ] La primera etapa, pidiendo a los jugadores a elegir su bando, salió al aire el 30 de agosto de 2011 junto con la beta tan esperada inscribirse en el actual juego. [ cita requerida ] En abril de 2012, La Guerra Secreta está activo. Los jugadores pueden ganar la oportunidad de una plaza garantizada en la versión beta, así como un viaje a Montreal, Canadá para jugar el juego. Las acciones en la guerra secreta obtener objetos especiales para ser utilizados con los personajes en el lanzamiento del juego.
El 21 de febrero de 2012, Funcom ha anunciado que el mundo el secreto dará a conocer el 19 de junio. La compañía también reveló que más de 750.000 jugadores habían solicitado a la beta de prueba del juego, significativamente mayor que para su MMO anterior, Age of Conan : Hyborian Adventures .
Funcom también tenía un panel de publicidad de The Secret World en la PAX del Este 2012. La gente podría desempeñar una prueba beta de The Secret World .
El 25 de mayo de 2012, Funcom publicó un anuncio de mover la fecha de lanzamiento al 3 de julio de 2012.

## Recepción
Según Metacritic, The Secret World recibió puntuaciones "mixtas o promedio", con un 74%, mientras que su re-lanzamiento de 2017, Secret World Legends, obtuvo una puntuación escasamente superior, de un 76%.